# Asavjo
Asavjo je nejjižnější položený vulkán z trojice masivních sopek v Danakilském hřbetu (Asavjo, Sork Ale a Mallahle), jako jediný z nich se nachází na území Etiopie. Vrchol přibližně 1200 m vysoké štítové sopky je ukončen kalderou o šířce 12 km. Postkalderové stádium vulkanismu přineslo vytvoření více struskových kuželů v kaldeře, jakož i na její svazích. Doba poslední erupce není znám, ale odhaduje se na přibližně 2000 let.